# 嶋村紘輝
嶋村 紘輝（しまむら ひろき、1944年6月23日 - ）は、日本の経済学者、早稲田大学名誉教授。

## 略歴
埼玉県深谷市生まれ。埼玉県立熊谷高等学校卒、1967年早稲田大学商学部卒、1972年同大学院博士課程満期退学。1997年「マクロ経済学研究 景気循環とマクロ経済政策の理論的分析」で商学博士の学位を取得。早大商学部助教授、教授、2015年定年、名誉教授。

## 著書
- 『ミクロ経済学』成文堂 1983
- 『入門経済学』中央経済社 1989
- 『マクロ経済学 理論と政策』成文堂 1997

### 共編著
- 『経済学の基礎』石橋春男共著 中央経済社 1982
- 『入門マクロ経済学』横山将義,横田信武,佐々木宏夫,昼間文彦,片岡孝夫共著 中央経済社 1999
- 『入門ミクロ経済学』横山将義, 佐々木宏夫、高瀬浩一、片岡孝夫共著 中央経済社 2002
- 『図解雑学ミクロ経済学』横山将義共著 ナツメ社 2003
- 『入門消費経済学 第1巻 経済と消費者』酒井徹共編著 慶應義塾大学出版会 2009
- 『日本の成長戦略』川邉信雄,山本哲三共編著 中央経済社 2012
- 『マクロ経済学』編著 成文堂 商学双書 2015

### 翻訳
- 『G.ハーバラー重要論稿撰集 1980年代』佐野進策 木村滋 倉科寿男 田中喜助 中内恒夫共訳 啓文社 1987

## 論文
- <嶋村紘輝

## 栄典
- 2023年4月 瑞宝中綬章受章[3][4]